# 가면라이더 세이버
《가면라이더 세이버》(일본어: 仮面ライダーセイバー/聖刃 가멘 라이다 세이바[*], 영어: Kamen Rider SaBer)은 레이와 라이더의 두번째 작품으로, 2020년 9월 6일부터 2021년 8월 29일까지 방영했다.

## 주제가
- 오프닝

ALMIGHTY～가면의 약속 - 도쿄 스카 파라다이스 오케스트라 x 카와카미 요헤이
- 엔딩

가면라이더 세이버 - 도쿄 스카 파라다이스 오케스트라
- 테마곡

## 등장인물
- 카미야마 토우마/세이버: 나이토 슈이치로
- 신도 린타로/블레이즈: 야마구치 타카야
- 스도 메이: 카와즈 아스카
- 후카미야 켄토/에스피다: 아오키 료
- 오오가미 료/버스터: 이쿠시마 유키
- 다이신지 테츠오/슬래시: 오오카와 겐키
- 아카미치 렌/켄잔: 토카시 에이지

## 스토리
모든 것은 한 권의 책에서 시작되었다.
먼 옛날, 세계는 커다란 힘을 가진 한 권의 책으로부터 탄생했다.
그 책은 수많은 이야기의 원천이 되었고, 신화나 생물, 과학 기술, 그리고 인간 역사의 모든 것이 담겨 있었다.
성검에 선택받은 검사들이 그 책을 지키는 것으로 세계의 평화는 유지되고 있었다.
어느 날, 싸움이 일어나 커다란 힘을 가진 책은 분리되어 뿔뿔이 흩어졌고, 그 대부분은 소실되어 세계의 균형은 무너지고 말았다.
힘을 가진 책도 소실되어 전설이 되었다.
하지만 힘을 가진 책을 둘러싼 싸움은 끝나지 않았다.
싸움은 오랫동안 이어져, 지금까지도 끝을 맞이하지 못했다.
그리고 지금, 한 명의 청년이 성검과 만나, 세계의 운명이 크게 움직이기 시작한다.

## 평가
세이버는 책을 모티브한 첫 가면라이더이다.
| 이전 가면라이더 제로원 2019년 9월 1일 ~ 2020년 8월 30일 | 제 2대 레이와 가면라이더 시리즈 2020년 9월 6일 ~ 2021년 8월 29일 | 다음 가면라이더 리바이스 2021년 9월 5일 ~ 2022년 8월 28일 |